# ميخائيل غاردنر
ميخائيل غاردنر (بالإنجليزية: Michael Gardner)‏ هو سياسي أمريكي، ولد في 1964. انتخب عضو مجلس نواب أريزونا.